# Erfgoedbibliotheek Westflandrica
De Erfgoedbibliotheek Westflandrica (voorheen: Provinciale Bibliotheek en Archief van West-Vlaanderen) is een collectie die deel uitmaakt van de Stad Kortrijk. De collectie is ondergebracht in het erfgoeddepot Trezoor in Kortrijk.

## Ontstaan
De Provinciale Bibliotheek en Archief van West-Vlaanderen (nu: Erfgoedbibliotheek Westflandrica) werd in 1963 opgericht door het provinciebestuur van West-Vlaanderen met als doel een fonds uit te bouwen met publicaties en documentatie over de provincie West-Vlaanderen en de West-Vlamingen. Het is zowel een bibliotheek geworden, met boeken, brochures en ander drukwerk waarbij het hoofdaccent op West-Vlaanderen ligt, als een archief met heel wat fondsen die er in werden gedeponeerd en die onder meer betrekking hebben op de geschiedenis van Brugge (fonds English - Duclos), de Eerste en de Tweede Wereldoorlog, enz.
De bibliotheek bevond zich aanvankelijk in een herenhuis in de Zilverstraat, waar ook de dienst Cultuur van de provincie gevestigd was. Ze verhuisde mee, begin jaren 1970, naar het provinciaal dienstgebouw 'Boeverbos' in Sint-Andries. In de jaren 1980 verwierf de provincie het 'Tolhuis' op het Jan van Eyckplein, het vroegere gebouw van de Brugse stadsbibliotheek, en bracht er de bibliotheek en de archivalische documentatie in onder. Sinds 1 januari 2018 is de collectie Westflandrica door het provinciebestuur overgedragen aan de stad Kortrijk. Deze overdracht kaderde in de afslanking van de provincies.

## Het fonds
Dit groeide uit tot een aanzienlijk fonds met een schat aan informatie over West-Vlaanderen en de West-Vlaamse gemeenten. De collectie bevat ruim 25.000 boeken, en een uitzonderlijke collectie van meer dan 30.000 brochures en kleine uitgaven. Westflandrica had ook als opdracht de West-Vlaamse tijdschriften te verzamelen. Deze reeks bevat ruim 2.500 titels. Alle actieve reeksen worden verder gevolgd. Ook de West-Vlaamse weekbladen worden verzameld en gedigitaliseerd of gemicrofilmeerd.
De collectie bevat ook het persoonlijk archief van een aantal prominente West-Vlamingen, zoals James Weale, Adolf Duclos en Michiel English.
Naast de papieren dragers bewaart de bibliotheek ook grammofoonplaten, videocassettes, cd’s en dvd’s.
Alle bewaard materiaal is raadpleegbaar voor historici, heemkundigen, studenten en belangstellenden. De catalogus is beschikbaar via internet op de website van de stad Kortrijk.

## Beeldmateriaal
Het fonds geschreven bronnen is aangevuld met een uitgebreide collectie beeldmateriaal. Men vindt er foto’s, prentkaarten, porseleinkaarten, (glas)negatieven, dia’s, gravures, lithografieën, affiches, kaarten, plannen, en bouwtekeningen.
Verschillende belangrijke collecties behoren tot het fonds:
- Het fonds Alexis Verbouwe, dat een belangrijk deel van zijn verzameling bevat. Verbouwe is bekend voor zijn uitgaven van iconografieën, waaronder deze van de arrondissementen Veurne, Ieper en Oostende.
- De collectie van Luc Schepens, de eerste bibliothecaris, die heel wat opzoekingswerk deed over de Eerste Wereldoorlog en een aanzienlijke collectie foto’s bijeenbracht van die bewogen periode.
- Het wetenschappelijke werk van Luc Devliegher, die de tiendelige reeks Kunstpatrimonium van West-Vlaanderen publiceerde in opdracht van het provinciebestuur, leidde tot het opbouwen van een fotocollectie over het monumentale erfgoed in de provincie.
- Uit de nalatenschap van Baron van der Elst verwierf de Provinciale Bibliotheek een reeks van 2895 dia’s over West-Vlaanderen.

Deze waardevolle collectie beeldmateriaal wordt toegankelijk gemaakt voor een breed publiek.